# Charles John Girling
Charles John Girling (* 20. Oktober 1892) war ein britischer Diplomat.

## Leben und Tätigkeit
Girling war ein Sohn des Kaufmannes Ernest Girling und seiner Frau Amy.
Vom 20. Januar 1920 bis zum 31. Dezember 1924 gehörte Girling dem Stab der britischen Botschaft in Berlin unter Lord d’Abernon an. Vom 24. August 1925 an bekleidete er dann den Posten des britischen Prokonsuls in Leipzig. Von 1926 bis 1936 fungierte er dann als geschäftsführender Konsul (Acting Consul) in dieser Stadt (zuständig für Sachsen, Thüringen und Anhalt).
Zum 1. Juli 1936 wurde Girling zum britischen Vizekonsul in Dresden ernannt. Auf diesem Posten blieb er bis zum 31. Dezember 1938. Vom 1. Januar 1939 bis zu 16. März 1939 amtierte er dann als Vizekonsul in Lausanne.
Zum 16. März 1939 wurde er erneut auf den Posten des Vizekonsuls in Dresden versetzt. Hier verblieb er, bis er aufgrund der britischen Kriegserklärung an Deutschland nach dem deutschen Überfall auf Polen am 4. September 1939 von seinem Posten abgezogen wurde.
Von den nationalsozialistischen Polizeiorganen wurde Girling nach seiner Ausreise als Staatsfeind eingestuft: Im Frühjahr 1940 wurde er vom Reichssicherheitshauptamt auf die Sonderfahndungsliste G.B. gesetzt, ein Verzeichnis von Personen, die im Falle einer erfolgreichen deutschen Invasion Großbritanniens durch die Sonderkommandos der SS-Einsatzgruppen mit besonderer Priorität ausfindig gemacht und verhaftet werden sollten.
Vom 26. Oktober 1939 bis zum 5. Oktober 1940 wurde Girling an der britischen Vertretung in Budapest beschäftigt. Anschließend war er ab dem 27. November 1940 beim britischen Generalkonsulat in Alexandria tätig. Nach einer kurzen Verwendung in London wurde er am 1. Dezember 1945 als britischer Vertreter nach Frankfurt am Main entsandt.